# Boxe aux Jeux panarabes de 2023
Navigation
Édition précédente
Les compétitions de boxe anglaise de la 13e édition des Jeux panarabes se sont déroulées du 7 au 12 juillet 2023 à Alger.

## Médaillés

### Hommes
| Catégorie | Or                             | Argent                              | Bronze                                  |
| --------- | ------------------------------ | ----------------------------------- | --------------------------------------- |
| - 48 kg   | Kamel Khennoussi (ALG)         | Hamza Essaadi (MAR)                 | Shuail Ghaleb Mohammed Alqarnas (YEM)   |
| - 48 kg   | Kamel Khennoussi (ALG)         | Hamza Essaadi (MAR)                 | Ward Ali (SYR)                          |
| - 51 kg   | Ala Eddine Zidi (TUN)          | Hussein Al Masri (SYR)              | Said Mortaji (MAR)                      |
| - 51 kg   | Ala Eddine Zidi (TUN)          | Hussein Al Masri (SYR)              | Huthaifa Mohammad Yousef Eshish (JOR)   |
| - 54 kg   | Imad Azoui (MAR)               | Mohamed Flissi (ALG)                | Moamin Abdalaal Abed Al-Abboodi (IRQ)   |
| - 54 kg   | Imad Azoui (MAR)               | Mohamed Flissi (ALG)                | Majrashi Zayid (KSA)                    |
| -57 kg    | Soulaimane Samghouli (MAR)     | Yousef Ibrahim Yousef Iashash (JOR) | Bilel Mhamdi (TUN)                      |
| -57 kg    | Soulaimane Samghouli (MAR)     | Yousef Ibrahim Yousef Iashash (JOR) | Wasim Abusal (PLE)                      |
| -60 kg    | Mohammad Adnan Abu Jajeh (JOR) | Saiefeddine Ayari (TUN)             | Mohamed Hamout (MAR)                    |
| -60 kg    | Mohammad Adnan Abu Jajeh (JOR) | Saiefeddine Ayari (TUN)             | Salem Tamma (ALG)                       |
| - 63,5 kg | Jugurtha Ait Bekka (ALG)       | Abdelhaq Nadir (MAR)                | Mehdi Dridi (TUN)                       |
| - 63,5 kg | Jugurtha Ait Bekka (ALG)       | Abdelhaq Nadir (MAR)                | Ali Qasim Hamdan Al-Sarray (IRQ)        |
| - 67 kg   | Chemseddine Kramou (ALG)       | Karrar Kadhim Sahm Alezairej (IRQ)  | Oussama Rabii (MAR)                     |
| - 67 kg   | Chemseddine Kramou (ALG)       | Karrar Kadhim Sahm Alezairej (IRQ)  | Zakaria Romdhani (TUN)                  |
| - 71 kg   | Zeyad Ishaish (JOR)            | Zine Elabidine Amroug (MAR)         | Youcef Islam Yaiche (ALG)               |
| - 71 kg   | Zeyad Ishaish (JOR)            | Zine Elabidine Amroug (MAR)         | Yousif Naeem Hussein Hussein (IRQ)      |
| - 75 kg   | Ahmad Ghousoon (SYR)           | Ahmed Abderraouf Ghazli (ALG)       | Mohammad Ahmad Ibrahim Almharat (JOR)   |
| - 75 kg   | Ahmad Ghousoon (SYR)           | Ahmed Abderraouf Ghazli (ALG)       | Nabil Boussif (TUN)                     |
| - 80 kg   | Hussein Iashaish (JOR)         | Mohammed Ifraydhah (LBA)            | Youssef Rafrafi (TUN)                   |
| - 80 kg   | Hussein Iashaish (JOR)         | Mohammed Ifraydhah (LBA)            | Mohammed Ahmed Alsubhi (KSA)            |
| -86 kg    | Odai Riyad Ade Alhindawi (JOR) | Amer Kadhum Ghaneem Ghaneem (IRQ)   | Azzouz Boudia (ALG)                     |
| - 92 kg   | Alaa Eldin Ghousoon (SYR)      | Ghaoth Houimli (TUN)                | Mohammad Younis Mohammad Suleiman (JOR) |
| - 92 kg   | Alaa Eldin Ghousoon (SYR)      | Ghaoth Houimli (TUN)                | Tarek Taruket (ALG)                     |
| +92 kg    | Mourad Kadi (ALG)              | Mohammad Mlaiyes (SYR)              | Mohmoud Omar Mahmoud Ghanem (JOR)       |

### Femmes
| Catégorie | Or                               | Argent                               | Bronze                           |
| --------- | -------------------------------- | ------------------------------------ | -------------------------------- |
| -48 kg    | Fatiha Mansouri (ALG)            | Yasmine Moutaqui (MAR)               | Reem Hazim Alsharif (KSA)        |
| -48 kg    | Fatiha Mansouri (ALG)            | Yasmine Moutaqui (MAR)               | Wafa Hafsi (TUN)                 |
| -50 kg    | Roumaysa Boualam (ALG)           | Wiem Jouini (TUN)                    | Kalthoum Hantool (KSA)           |
| -50 kg    | Roumaysa Boualam (ALG)           | Wiem Jouini (TUN)                    | Rabab Cheddar (MAR)              |
| -52 kg    | Hanan Ayed Suleiman Nassar (JOR) | Chadha Jlassi (TUN)                  | Souha Miloudi (ALG)              |
| -52 kg    | Hanan Ayed Suleiman Nassar (JOR) | Chadha Jlassi (TUN)                  | Haya Ali (UAE)                   |
| -54 kg    | Widad Bertal (MAR)               | Fatma Zohra Abdelkader Hedjala (ALG) | Amel Chebbi (TUN)                |
| -60 kg    | Hadjila Khelif (ALG)             | Mariem Homrani (TUN)                 | Hadeel Ghazwan Ashour (KSA)      |
| -60 kg    | Hadjila Khelif (ALG)             | Mariem Homrani (TUN)                 | Jeninzeynab Heck (PLE)           |
| -63 kg    | Zobeida Hayam Fatima Zahr (ALG)  | Amnaimi Ragha Ibrahim (KSA)          | Dana Al-Jabor (QAT)              |
| -66 kg    | Imane Khelif (ALG)               | Oumaïma Belahbib (MAR)               | Fahem Ibrahim Ibrahim Tiba (MAR) |
| -75kg     | Saida Lahmidi (MAR)              | Djouher Benane (ALG)                 | Molka Ben Mabrouk (TUN)          |

## Sources
- (en) Jeux panarabes 2023 (amateur-boxing.strefa.pl)